# جینجارتالا
جینجارتالا (به لاتین: Cincartala) یک منطقه مسکونی در جمهوری آذربایجان است که در شهرستان بالاکن واقع شده است.